# 鴻池善右衛門
鴻池 善右衛門（こうのいけ ぜんえもん）は、江戸時代の代表的豪商の一つである摂津国大坂の両替商・鴻池家（今橋鴻池）で代々受け継がれる名前である。
家伝によれば祖は山中幸盛（鹿介）であるという。その山中鹿之助の子の、摂津国伊丹の酒造業者鴻池直文の子、善右衛門正成が摂津国大坂で一家を立てたのを初代とする。初め酒造業であったが、1656年に両替商に転じて事業を拡大、同族とともに鴻池財閥を形成した。歴代当主からは、茶道の愛好者・庇護者、茶器の収集家を輩出した。上方落語の「鴻池の犬」や「はてなの茶碗」にもその名が登場するなど、上方における富豪の代表格として知られる。
明治維新後は男爵に叙せられて華族に列した。
大阪市の本邸跡は現在大阪美術倶楽部となっている。

## 初代 正成
初代 鴻池 善右衛門（慶長13年（1608年） - 元禄6年1月26日（1693年3月2日））は、江戸時代初期の当主。名は正成。
鴻池新六直文（幸元）の八男。1619年に摂津国大坂へ移り、1633年に分家を立てる。屋敷のある今橋から「今橋鴻池」とも呼ばれる。
1625年には大坂と江戸の間の海運業をはじめ、諸大名の参勤交代や蔵物の輸送業務を手がけた。1656年には酒造を廃業して両替商をはじめる。大名貸、町人貸、問屋融通など事業を拡大した。
1661年、顕孝庵（現・大阪市中央区中寺2丁目）を再興して菩提寺とした。

## 2代 之宗
2代目 鴻池 善右衛門（寛永20年（1643年） - 元禄9年5月2日（1696年6月1日））は、江戸時代前期の当主。名は之宗。喜右衛門を称した。先代の二男。寛文3年（1663年）鴻池家2代当主となり、両替業を拡充し、岡山藩、広島藩などの掛屋（換金屋）、蔵元となる。元禄期には32藩と取引するに至った。3代以降の当主は代々善右衛門を名のったが、2代は喜右衛門でとおした。

## 3代 宗利
3代目 鴻池 善右衛門（寛文7年（1667年） - 元文元年7月12日（1736年8月18日））。名は宗利。
元禄8年（1695年）に家督を継承。父祖の手掛けた大名貸事業を拡大し、鴻池家の最盛期を築いた。宝永元年（1704年）の大和川の付け替え工事の際に生じた土地の新田開発に着手、のちに鴻池新田となった。また市街地整備も手がけて地代を得た。
大正8年（1919年）、従五位を追贈された。

## 4代 宗貞
4代目 鴻池 善右衛門（元禄11年9月8日（1698年10月11日） - 延享2年10月23日（1745年11月16日））は、江戸時代前期の当主。名は宗貞（むねさだ）、号は宗羽、練磨斎、了瑛。
3代善右衛門宗利の長男。宝永2年（1705年）に8歳で家督を継承。享保8年（1723年）に長男宗益に家督を譲った。
表千家7代天然宗左（如心斎）に師事した茶人であり、茶器の収集家として知られた。鴻池宗羽・鴻池了瑛の名でも知られる。寛保2年（1742年）には京都大徳寺の玉林院に、祖先山中幸盛の位牌堂として南明庵を建立、これに付属して茶室「蓑庵」を造立した。

## 5代 宗益
5代目 鴻池 善右衛門（享保2年（1717年） - 宝暦14年3月26日（1764年4月26日））は、江戸時代中期の当主。名は宗益。号は洗耳斎。
4代善右衛門宗貞の長男。享保8年（1723年）、7歳で家督を嗣ぎ、5代目善右衛門となる。
父宗貞とともに表千家7代天然宗左（如心斎）に師事し、茶人として知られる。

## 6代 幸行
6代目 鴻池 善右衛門（寛保4年（1744年）1月 - 寛政7年7月14日（1795年8月28日））は、江戸時代中期の当主。名は幸行。
4代善右衛門宗貞の子、5代善右衛門宗益の弟。宝暦6年（1756年）、13歳で家督を継ぐ。

## 7代 幸栄
7代目 鴻池 善右衛門（宝暦7年（1767年） - 文化元年7月25日（1804年8月30日））は、江戸時代後期の当主。名は幸栄。
6代善右衛門幸行の子。寛政7年（1795年）、29歳で家督を継ぐ。

## 8代 幸澄
8代目 鴻池 善右衛門（天明5年（1785年） - 天保5年8月4日（1834年9月6日））は、江戸時代後期の当主。名は幸澄。
6代善右衛門幸行の子、7代善右衛門幸栄の弟。文化元年（1804年）、20歳で家督を継ぐ。

## 9代 幸実
9代目 鴻池 善右衛門（文化3年（1806年） - 嘉永4年6月20日（1851年7月18日））は、江戸時代後期の当主。名は幸実。号は炉雪（爐雪）。
8代善右衛門幸澄の子。表千家10代瑞翁宗左（碌々斎）に師事し、茶人としても知られる。
天保5年（1834年）、29歳で家督を継ぐ。
天保の大飢饉で貧民に義援金を施したが、大塩平八郎の乱では焼討対象とされ、大損害を受けた。

## 10代 幸富
10代目 鴻池 善右衛門（天保12年8月1日（1841年9月15日） - 大正9年（1920年）6月16日）は、江戸時代後期から明治・大正まで活躍した当主。名は幸富（ゆきとみ）。嘉永4年（1851年）に家督を継承。明治維新後、第十三国立銀行（現、三菱UFJ銀行）を創設するなど、近代日本の金融・貿易の発展に尽力した。

## 11代 幸方

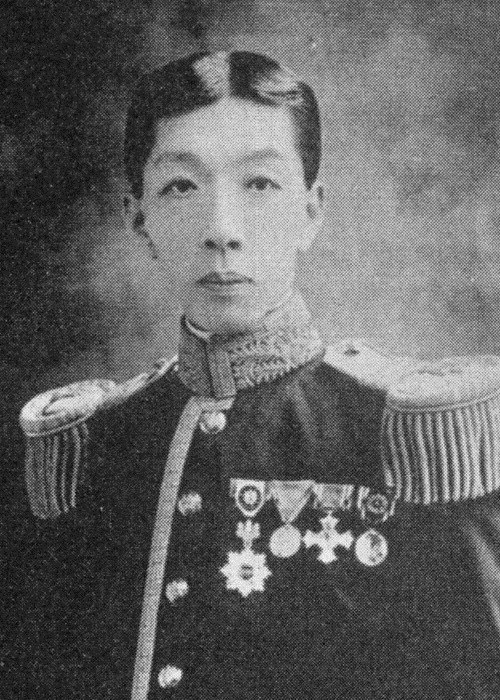
鴻池幸方

11代目 鴻池 善右衛門（慶応元年5月25日（1865年6月18日） - 昭和6年（1931年）3月18日）は、明治・大正・昭和初期の当主。名は幸方、また始、善次郎とも称した。
10代目善右衛門幸富の長男。明治17年（1884年）1月、家督を継承。日本生命保険の初代社長に就任、また第十三国立銀行頭取・大阪倉庫社長・関西大学評議員など務めた。明治30年（1897年）には鴻池銀行を設立した。明治44年（1911年）8月25日、男爵に叙せられる。姉のあゐは大阪市屈指の資産家・和田久左衛門（金物商）に、妹のダイは白木屋社長の10代目大村彦太郎に嫁いだ。
妻の路子は三井高保（三井室町家当主、男爵）の長女。長男は12代目善右衛門幸昌。次男鴻池幸武（よしたけ、1914年-1945年）は浄瑠璃研究の第一人者として知られる。

### 栄典
- 1915年（大正4年）11月10日  - 勲三等瑞宝章[10]
- 1928年（昭和3年）11月10日 - 旭日中綬章[11]

| 公職       | 公職                            | 公職                          |
| 日本の爵位 | 日本の爵位                      | 日本の爵位                    |
| ---------- | ------------------------------- | ----------------------------- |
| 先代 -     | 男爵 鴻池家初代 1911年 - 1931年 | 次代 12代鴻池善右衛門（幸昌） |

## 12代 幸昌
12代目 鴻池 善右衛門（1883年11月2日 - 1954年1月16日）は昭和時代の当主。名は幸昌。
11代善右衛門幸方の子。昭和6年（1931年）に家督を継承。
| 公職                          | 公職                             | 公職              |
| 日本の爵位                    | 日本の爵位                       | 日本の爵位        |
| ----------------------------- | -------------------------------- | ----------------- |
| 先代 11代鴻池善右衛門（幸方） | 男爵 鴻池家第2代 1931年 - 1947年 | 次代 華族制度廃止 |

## 13代 正通
13代目 鴻池 善右衛門（1914年12月12日 - 1995年）は昭和・平成時代の当主。
名は正通。
12代善右衛門幸昌の長男。昭和14年（1939年）京都帝国大学経済学部卒業後、三井銀行に勤務。昭和29年（1954年）に家督を継承。
妻・礼子は太田清蔵 (5代目)の長女。

## 14代 統男
14代目 鴻池 善右衛門（1942年 - 2013年）は平成時代の当主。名は統男。
眞船清蔵の三男。昭和56年（1981年）に13代幸通が事実上引退したことにより当主代行となり、13代没後の平成8年（1996年）に当主となる。